# MG VA

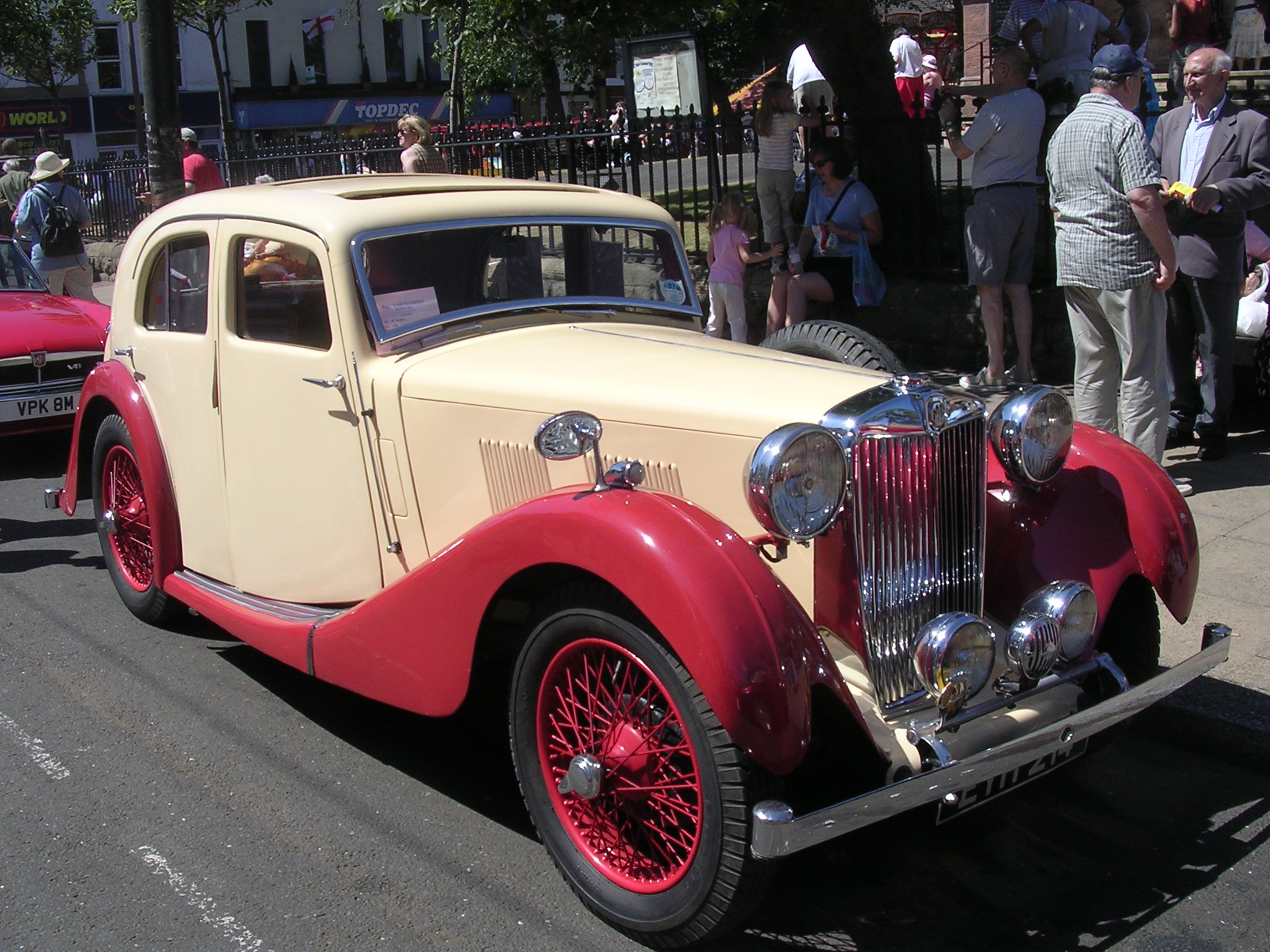
MG VA Limousine

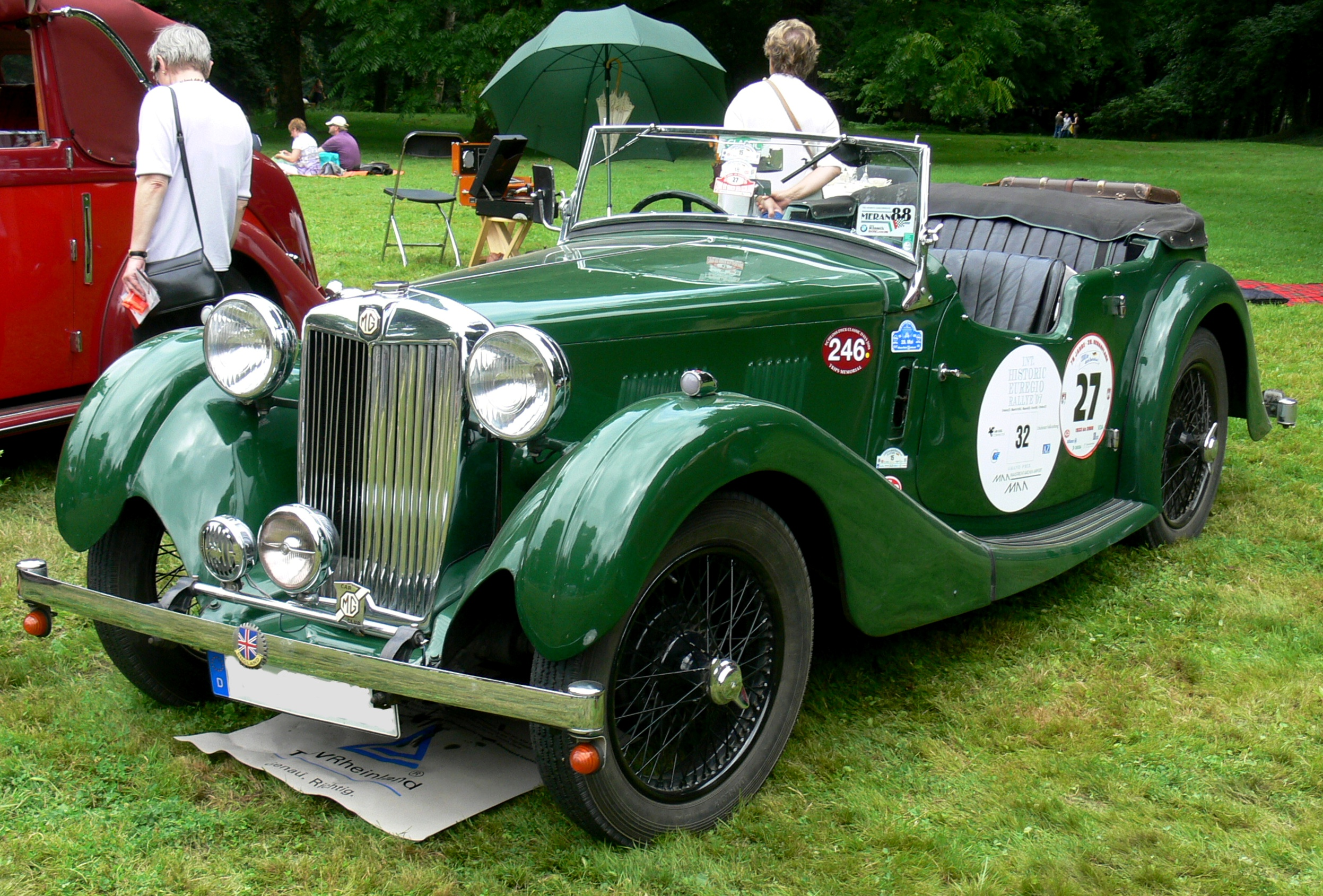
MG VA Roadster

Der MG VA ist ein Tourer, eine Limousine oder ein Roadster der Mittelklasse, die MG 1937 als Nachfolger des MG 14/40 Mark IV herausbrachte.
Die Wagen haben einen 4-Zylinder-Reihenmotor mit 1548 cm³ Hubraum und 55 bhp (40 kW), der die Hinterräder antreibt. Die Höchstgeschwindigkeit beträgt 130 km/h. Bereits 1939 wurde die Produktion wieder eingestellt.
Ein später Nachfolger war ab 1953 der MG Magnette Series ZA.